# Bears
Bears è un film documentario del 2014 diretto da Alastair Fothergill e Keith Scholey.
Si tratta di un documentario naturalistico realizzato da Disneynature.

## Trama
Il film racconta la storia dell'orsa Sky e dei suoi due cuccioli, Amber e Scout. All'arrivo di aprile, i due cuccioli saranno pronti per affrontare il mondo esterno, dove si troveranno a fare i conti con altri orsi, lupi e altre insidie che la natura presenterà loro.